# Grammy for bedste hard rock-præstation
Grammy for Best Hard Rock Performance er en amerikansk pris der uddeles af Recording Academy for årets bedste hard rock udgivelse. Prisen kan gives for et album eller en single, og prisen går til gruppen eller sangeren. Prisen har været uddelt siden 1990.
Fra 1992 til 1994 blev prisen kaldt Grammy Award for Best Hard Rock Performance with Vocal.

## Modtagere af Grammy for Best Hard Rock Performance
| År   | Kunstner                 | Arbejd                                | Nominerede | Ref.          |
| ---- | ------------------------ | ------------------------------------- | --- | ------------- |
| 1990 | Living Colour            | "Cult of Personality"                 | - Aerosmith – "Love in an Elevator" - Great White – "Once Bitten, Twice Shy" - Guns N' Roses – G N' R Lies - Mötley Crüe – "Dr. Feelgood"                               | [ 1 ]         |
| 1991 | Living Colour            | Time's Up                             | - AC/DC – The Razors Edge - Faith No More – "Epic" - Jane's Addiction – Ritual de lo Habitual - Mötley Crüe – "Kickstart My Heart"                                      | [ 2 ]         |
| 1992 | Van Halen                | For Unlawful Carnal Knowledge         | - AC/DC – "Moneytalks" - Alice in Chains – "Man in the Box" - Guns N' Roses – Use Your Illusion I                                                                       | [ 3 ]         |
| 1993 | Red Hot Chili Peppers    | "Give It Away"                        | - Alice in Chains – Dirt - Faith No More – Angel Dust - Guns N' Roses – "Live and Let Die" - Nirvana – "Smells Like Teen Spirit" - Pearl Jam – "Jeremy"                 | [ 4 ]         |
| 1994 | Stone Temple Pilots      | "Plush"                               | - AC/DC – "Highway to Hell" (live) - Living Colour – "Leave It Alone" - Robert Plant – "Calling to You" - The Smashing Pumpkins – "Cherub Rock"                         | [ 5 ] [ 6 ]   |
| 1995 | Soundgarden              | "Black Hole Sun"                      | - Alice in Chains – "I Stay Away" - Beastie Boys – "Sabotage" - Green Day – "Longview" - Pearl Jam – "Go"                                                               | [ 7 ]         |
| 1996 | Pearl Jam                | "Spin the Black Circle"               | - Alice in Chains – "Grind" - Primus – "Wynona's Big Brown Beaver" - Red Hot Chili Peppers – "Blood Sugar Sex Magik" (live) - Van Halen – "The Seventh Seal"            | [ 8 ]         |
| 1997 | The Smashing Pumpkins    | "Bullet with Butterfly Wings"         | - Alice in Chains – "Again" - Rage Against the Machine – "Bulls on Parade" - Soundgarden – "Pretty Noose" - Stone Temple Pilots – "Trippin' on a Hole in a Paper Heart" | [ 9 ]         |
| 1998 | The Smashing Pumpkins    | "The End Is the Beginning Is the End" | - Bush – "Swallowed" - Foo Fighters – "Monkey Wrench" - Nine Inch Nails – "The Perfect Drug" - Rage Against the Machine – "People of the Sun"                           | [ 10 ]        |
| 1999 | Page and Plant           | "Most High"                           | - Kiss – "Psycho Circus" - Marilyn Manson – "The Dope Show" - Metallica – "Fuel" - Pearl Jam – "Do the Evolution"                                                       | [ 11 ]        |
| 2000 | Metallica                | "Whiskey in the Jar"                  | - Alice in Chains – "Get Born Again" - Buckcherry – "Lit Up" - Kid Rock – "Bawitdaba" - Korn – "Freak on a Leash" - Limp Bizkit – "Nookie"                              | [ 12 ]        |
| 2001 | Rage Against the Machine | "Guerrilla Radio"                     | - Kid Rock – "American Bad Ass" - Limp Bizkit – "Take a Look Around" - Pearl Jam – "Grievance" - Stone Temple Pilots – "Down"                                           | [ 13 ]        |
| 2002 | Linkin Park              | "Crawling"                            | - Alien Ant Farm – "Smooth Criminal" - P.O.D. – "Alive" - Rage Against the Machine – "Renegades of Funk" - Saliva – "Your Disease"                                      | [ 14 ]        |
| 2003 | Foo Fighters             | "All My Life"                         | - Godsmack – "I Stand Alone" - P.O.D. – "Youth of the Nation" - Queens of the Stone Age – "No One Knows" - System of a Down – "Aerials"                                 | [ 15 ] [ 16 ] |
| 2004 | Evanescence & Paul McCoy | "Bring Me to Life"                    | - Audioslave – "Like a Stone" - Godsmack – "Straight Out of Line" - Jane's Addiction – "Just Because" - Queens of the Stone Age – "Go with the Flow"                    | [ 17 ]        |
| 2005 | Velvet Revolver          | "Slither"                             | - Incubus – "Megalomaniac" - Metallica – "Some Kind of Monster" - Nickelback – "Feelin' Way Too Damn Good" - Slipknot – "Duality"                                       | [ 18 ]        |
| 2006 | System of a Down         | "B.Y.O.B."                            | - Audioslave – "Doesn't Remind Me" - Nine Inch Nails – "The Hand That Feeds" - Robert Plant – "Tin Pan Valley" - Queens of the Stone Age – "Little Sister"              | [ 19 ]        |
| 2007 | Wolfmother               | "Woman"                               | - Buckcherry – "Crazy Bitch" - Nine Inch Nails – "Every Day Is Exactly the Same" - System of a Down – "Lonely Day" - Tool – "Vicarious"                                 | [ 20 ]        |
| 2008 | Foo Fighters             | "The Pretender"                       | - Evanescence – "Sweet Sacrifice" - Ozzy Osbourne – "I Don't Wanna Stop" - Queens of the Stone Age – "Sick, Sick, Sick" - Tool – "The Pot"                              | [ 21 ]        |
| 2009 | The Mars Volta           | "Wax Simulacra"                       | - Disturbed – "Inside the Fire" - Judas Priest – "Visions" - Mötley Crüe – "Saints of Los Angeles" - Rob Zombie – "The Lords of Salem"                                  | [ 22 ]        |
| 2010 | AC/DC                    | "War Machine"                         | - Alice in Chains – "Check My Brain" - Linkin Park – "What I've Done" (live) - Metallica – "The Unforgiven III" - Nickelback – "Burn It to the Ground"                  | [ 23 ]        |
| 2011 | Them Crooked Vultures    | "New Fang"                            | - Alice in Chains – "A Looking in View" - Ozzy Osbourne – "Let Me Hear You Scream" - Soundgarden – "Black Rain" - Stone Temple Pilots – "Between the Lines"             | [ 24 ]        |